# 세토 아사카
세토 아사카(본명:이노하라 메구미&이에다 메구미, 1976년 12월 12일 ~ )는 일본의 배우이다.
아이치현 세토시 출신. 포스터 소속. 왼손잡이. 남편은 V6의 이노하라 요시히코. 신장 169 cm.

## 내력·인물
예명은 출신지인 아이치 현 세토 시로부터 오고 있다. 중학생 때에 자택에서 스카우트된다. 세토 시에서 〈귀여운 아이는 없는가〉라고 탐문을 하고 있었는데, 누구든지가 말하는 이름이 있었고, 그것이 지금의 〈세토 아사카〉였다. 중학 졸업과 동시에 상경해 연예계에 진출했다. 데뷔 이래, 한결같이 텔레비전 드라마나 영화의 출연을 계속하고 있다.
차 운전을 좋아하고, 한가하면 2마리의 애견과 친가에 애차로 귀성하고 있다. 데뷔 전, 현지에서는 어느 쪽일까 하고 말하면 불량 아가씨였지만, 한편으로 술은 마시지 못하고, 밤놀이도 좋아하지 않는다.
1993년에 출연한 KOSE 화장품 〈루쉐리〉의 CM으로 주목을 끌어 다음 1994년, 후지 TV의 게츠9 범위에서 방송된 《너와 함께한 여름》에 헤로인으로 발탁되고 브레이크를 하였다.
10대 무렵은 아이돌 취급이었지만, 1996년의 TV 드라마 《Age,35 그리워서》에서 남자에게 의존하지 않는 미혼의 어머니를 연기한 이래, 한 방향으로 계속 가는 심의 강한 여성의 역할로 여배우로서 독자적인 경지를 열었다.
그 후, 강한 여성의 이미지 정착을 피하고자 인가 여러 가지의 역에 도전하지만, 2005년의 《이혼 변호사 II》 이래, 다시 심의 강한 여성의 역할도 연기하고 있다. 한편, 공식 블로그에서는 역과는 다른 평상시의 모습을 볼 수 있다.
카토리 싱고와 대등한 연예계에서 으뜸가는 마요라이며, 《마츠무라 쿠니히로의 올나이트 닛폰》에서는 거의 매주 소재로 되고 있었다.
2007년 9월 29일, V6의 이노하라 요시히코와 결혼. 2008년 5월, 결혼식·피로연을 실시했다. 2009년 9월, 임신을 발표. 2010년 3월 2일, 장남을 출산.
2011년 12월 스타트한 텔레비전 드라마, 《악녀들의 메스》에서는 나카마 유키에와 함께 악녀를 연기해 산후 복귀를 하였고, 2012년 10월기 《TOKYO 에어포트~도쿄 공항 관제 보안부~》로 연속 드라마에도 복귀하였다.
2013년 7월, 두번째 아이 임신을 발표. 11월 22일, 여아를 출산.

## 출연

### 드라마
- 목요극장 인생은 아름다운 걸까 (1993년 7월 1일 ~ 9월 16일, 후지 TV) - 주인공·타카하타 유메(고교 시절) 역
- 수요극장 이제 눈물은 보이지 않아 (1993년 10월 20일 ~ 12월 22일, 후지 TV) 카노 유키 역
- 도시바 일요극장 스위트 홈 (1994년 1월 9일 ~ 3월 27일, TBS) - 미야사카 나호 역
- 너와 함께한 여름 (1994년 7월 4일 ~ 9월 19일, 후지 TV) - 사노 아사미 역
- 월요 드라마 인 도쿄대학 이야기 (1994년 10월 10일 ~ 12월 19일, TV 아사히) - 미즈노 하루카 역
- 기묘한 이야기 (후지 TV)
  - '94 봄 특별편 〈전학생〉 (1994년)
  - '04 가을 특별편 〈공백의 인간〉 (2004년)
- 나는 뉴스 캐스터 귀찮겠지만 (1995년 4월 6일, TBS)
- Miss 다이아몬드 (1995년 10월 19일 ~ 12월 14일, TV 아사히) - 주연·사키사카 나나 역
- 끝나지 않는 여름 (1995년 7월 19일 ~ 9월 20일, 닛폰 TV) - 주연·쿠도 히마와리 역
- Age,35 그리워서 (1996년 4월 18일 ~ 6월 27일, 후지 TV) - 테루이 미사 역
- 친구의 연인 (1997년 4월 10일 ~ 6월 26일, TBS) - 주연·미즈사와 쇼 역
- 나리타 이혼 (1997년 10월 15일 ~ 12월 17일, 후지 TV) - 타나카 유코 역
- 보이 헌트 (1998년 7월 6일 ~ 9월 21일, 후지 TV) - 나카다 치사토 역
- 나니와 금융도 4 (1999년, 후지 TV) - 야마카와 시노부 역
- P.S. 건강합니다, 슌페이 (1999년 6월 24일 ~ 9월 16일, TBS) - 오오타하라 모모코 역
- 나들이 옷, 여기가 최고 (2000년 3월 31일 ~ 6월 16일, NHK) - 주연·콘노 아즈키 역
- 최면 (2000년 7월 9일 ~ 9월 17일, TBS) - 아오이 유카 역
- 안녕, 오즈 선생님 (2001년 10월 9일 ~ 12월 18일, 후지 TV) - 아시카가 뮤 역
- 대하드라마 토시이에와 마츠~카가 백만석 이야기~ (2002년 1월 6일 ~ 12월 15일, NHK) - 요도도노 역
- 한밤 중은 다른 얼굴 (2002년 4월 1일 ~ 5월 23일, NHK) - 주연·하스이 노에루 역
- 천국의 다이스케에게~하코네 역전이 이어준 인연~ (2003년 1월 2일, 닛폰 TV) - 하야세 유이코 역
- 열정적 중화반점 (2003년 1월 8일 ~ 3월 12일, 후지 TV) - 미무라 나나코역
- 신 야반도주 도우미 센터 (2003년 1월 13일 ~ 3월 17일, 닛폰 TV) - 아카네 쿄코역
- 오오쿠~제1장~ (2004년 10월 7일 ~ 12월 16일, 후지 TV) - 오만(케이코인) 역
- 이혼 변호사 II 핸섬 우먼 (2005년 4월 19일 ~ 6월 28일, 후지 TV) - 사에키 에리 역
- 27세의 여름 휴가 (2005년 6월 30일, TBS) - 주연·스미타 리사 역
- 여계가족 (2005년 7월 7일 ~ 9월 15일, TBS) - 야지마 치즈 역
- 오늘 밤 홀로 침대에서 (2005년 10월 20일 ~ 12월 22일, TBS) - 토모나가 유우 역
- 사랑의 유형지 (2007년 3월 20일 ~ 21일, 닛폰 TV) - 오리베 미유키 역
- 라이프 (2007년 6월 30일 ~ 9월 15일, 후지 TV) - 토다 와카에 역
- 허니와 클로버 (2008년 1월 8일 ~ 3월 18일, 후지 TV) - 하라다 리카 역
- 꿈을 이루어주는 코끼리 남자의 성공편 (2008년 10월 2일, 요미우리 TV) - 히무로 아야코 역
- 꽃 자랑 (2008년 12월 20일, NHK) - 주연·타즈루 역
- 아침식사 식당 (2009년, WOWOW) - 주연·타카미 미사코 역
- 이웃집 잔디 (2009년 7월 1일 ~ 9월 16일, TBS) - 주연·타카히라 토모코 역
- 금요 프레스테이지 특별 기획 악녀들의 메스 (2011년 12월 9일, 후지 TV) - 나카하라 토와코 역
- 금요 프레스테이지 특별 기획 여은닉수사관 하라마키 아게하 (2012년 7월 13일, 후지 TV) - 주연·하라마키 역
- TOKYO 에어포트~도쿄 공항 관제 보안부~ (2012년 10월 14일 ~ 12월 23일, 후지 TV) - 타케우치 유미 역
- ST 적과 백의 수사 파일 (2014년 7월 16일 ~ 9월 17일, 닛폰 TV) - 마츠도 시오리 역
- 여자 안의 타인 (2017년 1월 8일 ~ 2월 19일, NHK BS 프리미엄) - 주연·타누마 유리코 역

### 영화
- 그래도 내가 하지 않았어 (2007년 1월 20일) - 주인공·스토 리코 역